# Papageifische

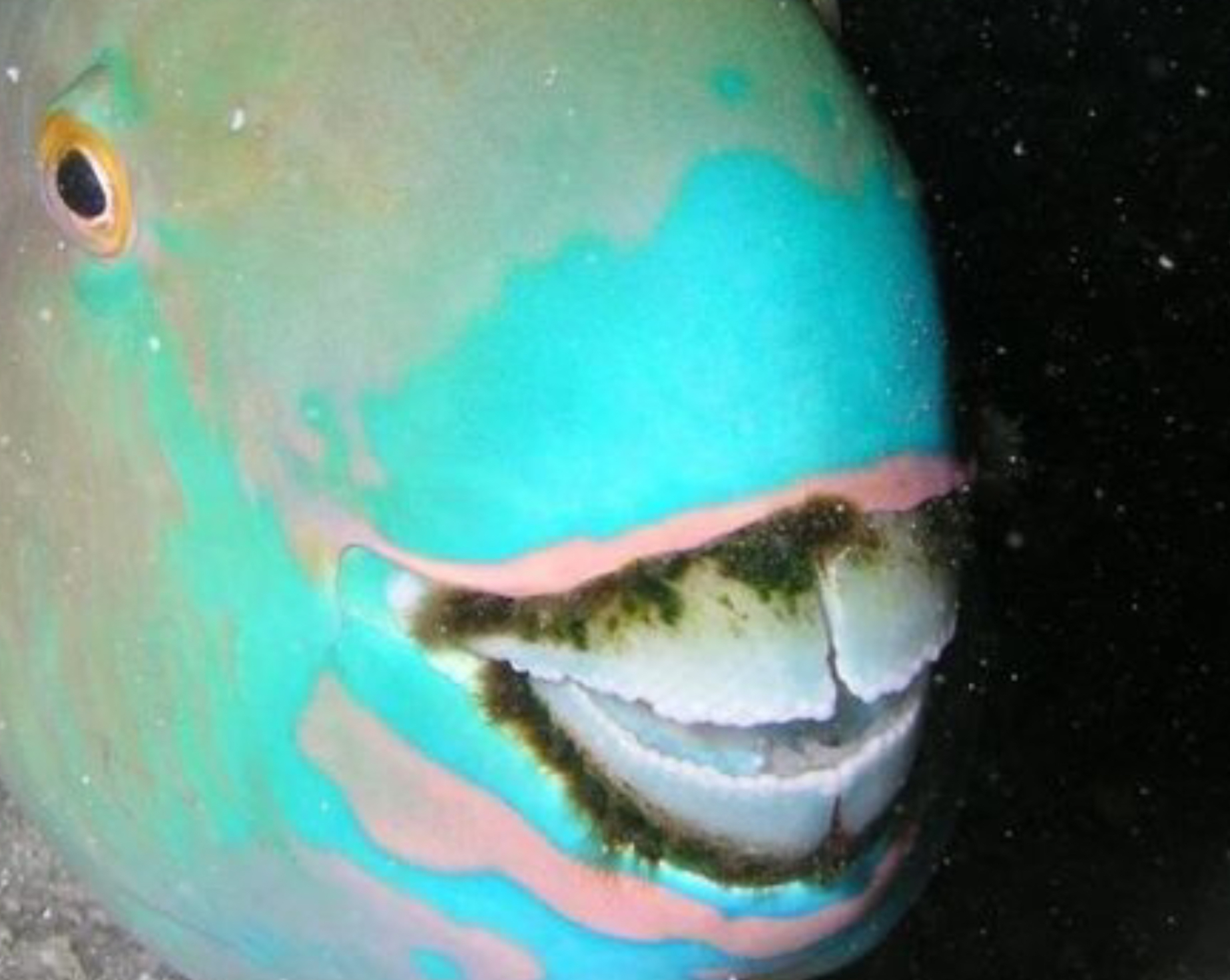
Die zu schnabelartigen Zahnplatten verwachsenen Zähne eines Papageifischs

Die Papageifische oder Seepapageien (Scarinae) sind eine Unterfamilie der Lippfische (Labridae) und gehören zu den Barschverwandten (Percomorphaceae).

## Vorkommen und Lebensweise
Papageifische bewohnen einzelgängerisch oder in Gruppen tropische und subtropische Meere. Die meisten Arten leben als Weidegänger an Korallenriffen. Einige bewohnen Seegraswiesen und die oberen Zonen an Felsriffen. Mit ihren schnabelartigen Zähnen weiden sie die niedrige Pflanzendecke an den freien Kalkoberflächen der Korallenriffe ab. Dabei wird teilweise auch das Substrat entfernt. Andere Arten lassen das Substrat stehen und ernähren sich nur von Seegras, Makroalgen oder Fadenalgen. Durch diese Ernährungsweise tragen Papageifische erheblich zur Bioerosion der Korallenriffe bei, sodass das Gleichgewicht zwischen Korallen, Seetang und Algen erhalten bleibt, gleichzeitig schaffen sie die Grundlage für das Wachstum neuer Korallen. Arten der Gattungen Sparisoma, Scarus sowie der Büffelkopf-Papageifisch (Bolbometopon muricatum) ernähren sich teilweise oder vor allem von lebenden Korallen.
In der Nacht scheiden einige Arten einen Schleimkokon aus, in dem sie schlafen. Der Kokon ist vorne und hinten offen, damit das Wasser durchfließen kann. Andere Arten schlafen in Spalten. Der Schleimkokon dient der Abwehr blutsaugender Meeresasseln.

## Merkmale
Ihre Kieferzähne sind zu einem Schnabel verwachsen. Der Unterkiefer enthält ein zusätzliches Gelenk zur Erhöhung des Quetschdruckes an den verschmolzenen Zähnen. Ein modifizierter Pharyngealapparat bildet einen zweiten Kiefersatz in der Kehle. Die unteren Pharyngealia sind verschmolzen und gelenken innen am Schultergürtel. Die Schlundzähne sind in Reihen angeordnet. Die Nahrung, die vorwiegend aus Pflanzen besteht, mahlen die Seepapageien zwischen dem oberen und unteren Schlundkiefer zu einer feinen Paste.
Morphometrie:
- Flossenformel: Dorsale IX/10; Anale III/9; Ventrale I/5; Caudale 11.

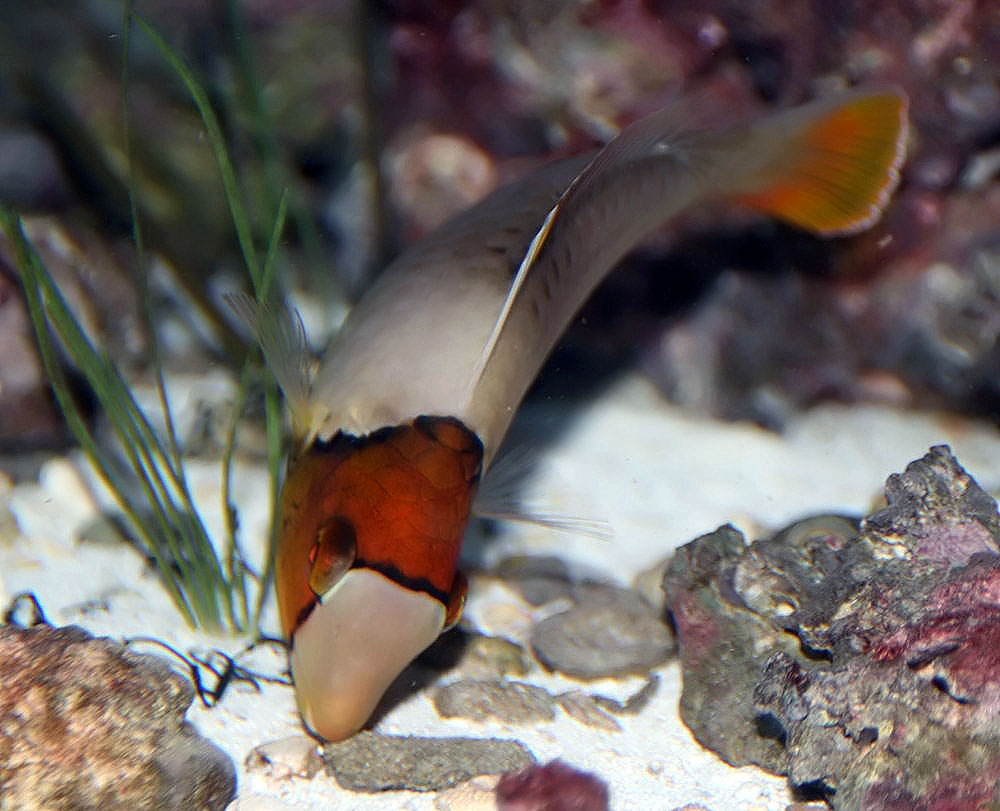
Masken-Papageifisch (Cetoscarus bicolor), juvenil

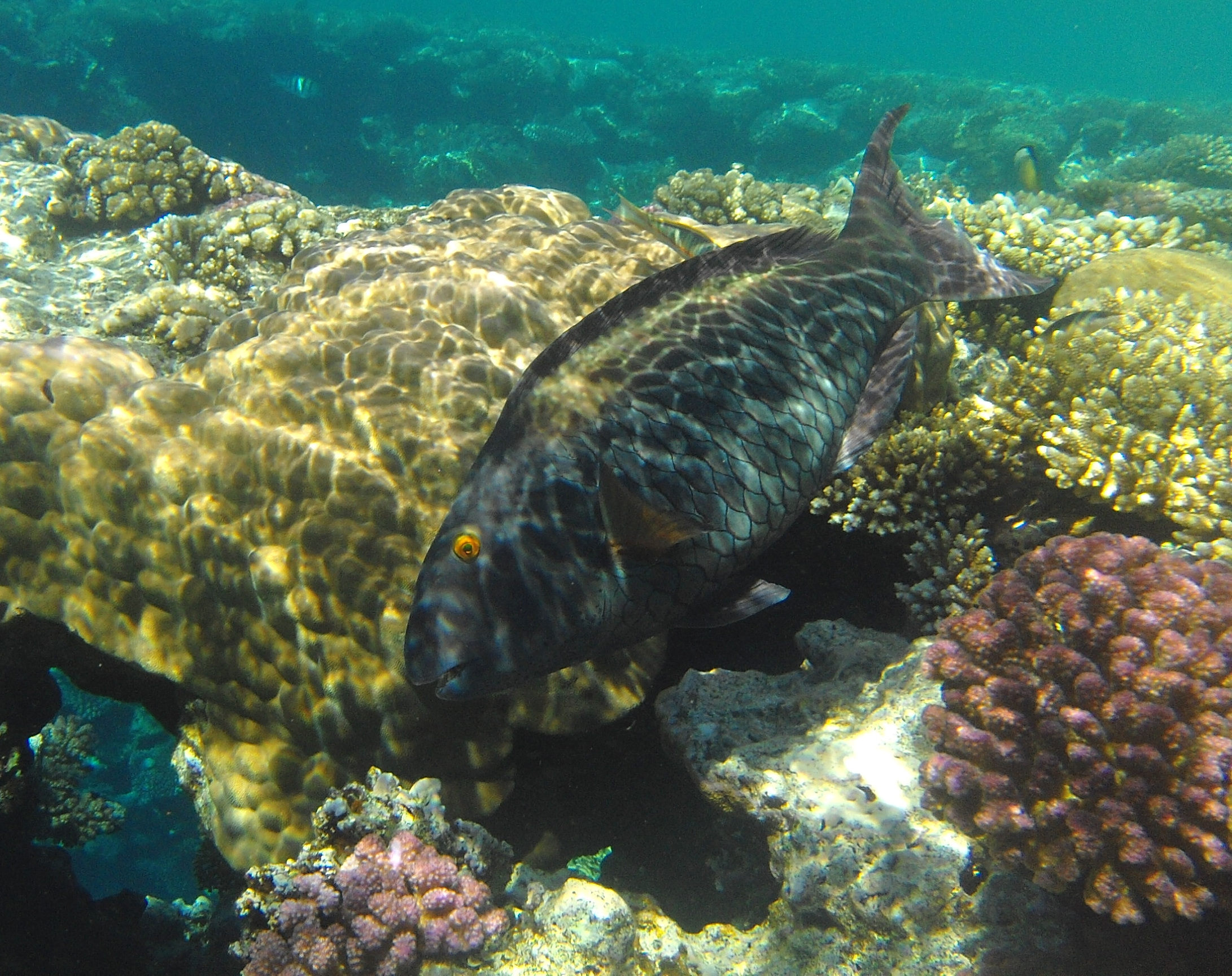
Masken-Papageifisch, Initialphase

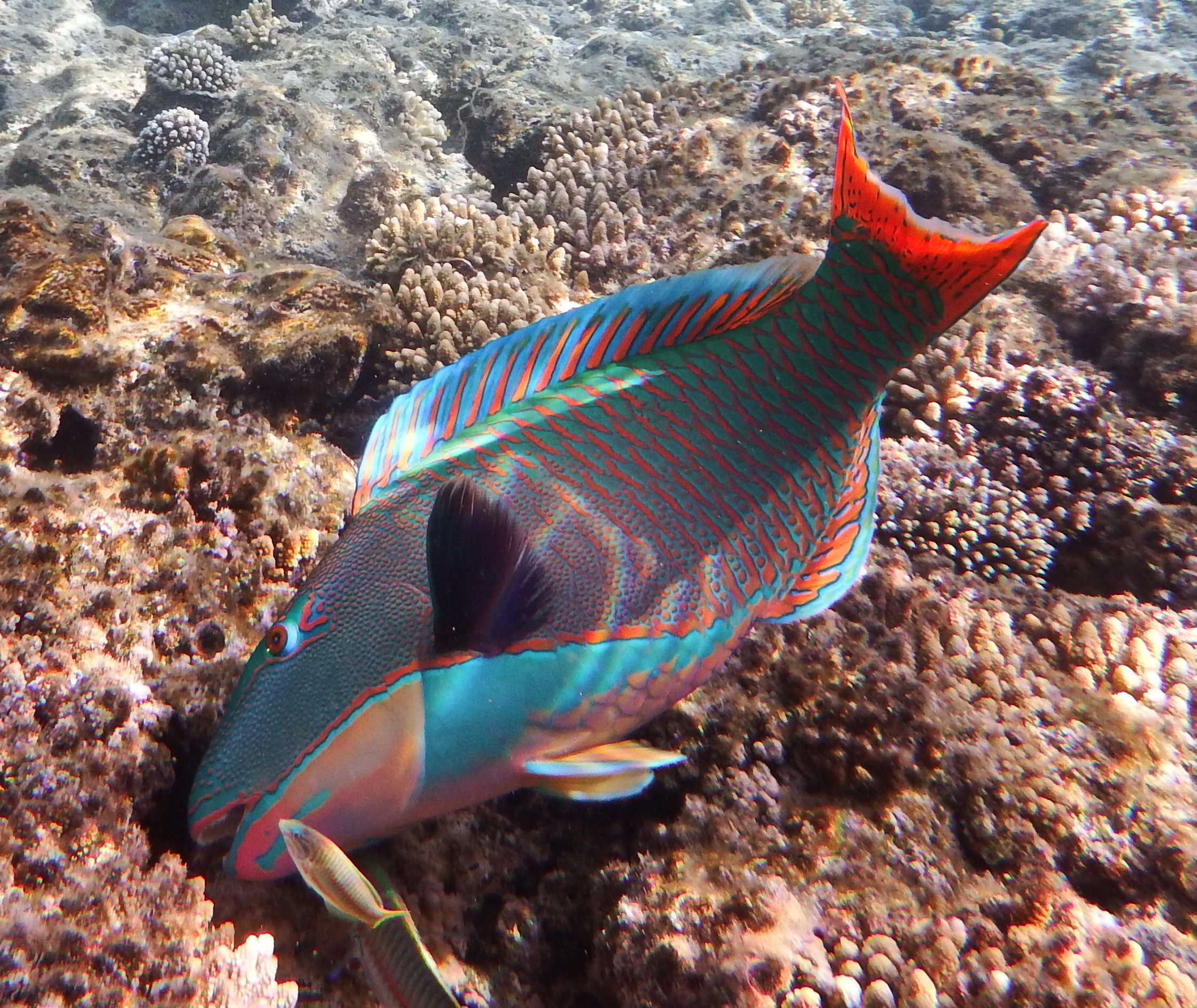
Masken-Papageifisch, Terminalphase

- Schuppenformel: SL 22–24.
- Wirbel: 24–26.

## Fortpflanzung
Mit Ausnahme von Leptoscarus vaigiensis sind alle Papageifische, wie viele andere Lippfische auch, Hermaphroditen. Es handelt sich hierbei um proterogyne Zwitter, das heißt, sie sind bei Erreichen der Geschlechtsreife zunächst weiblich und wandeln sich später zu Männchen um.

### Farbphasen
Es gibt bis zu drei Farbphasen, die durchlaufen werden. Während die Jungfische meist dem weiblichen Geschlecht angehören, sind die Individuen der Terminalphase männlich.
- Als Juvenilphase wird die noch nicht geschlechtsreife Phase des Fisches bezeichnet. Die Papageifische tragen manchmal ein ähnliches Muster wie in der darauffolgenden Initialphase.
- Bei der Heranreifung in die Initialphase, nehmen die Fische eine rote über graue bis braune Färbung an. In dieser Phase gibt es meistens Weibchen. Die wenigen primären Männchen sind nur durch ihr Verhalten beim Laichen und durch die innere Anatomie zu unterscheiden. Bei manchen Arten gibt es keine primären Männchen und sie verändern auch nicht ihre Farbe. Die Anzahl und das Fehlen der IP-Männchen hängt von verschiedenen Faktoren ab, die noch nicht ausreichend geklärt sind.
- Mit der Zeit verändern die Individuen der Initialphase ihre Farbe und nehmen die Färbung der Terminalphase an. Dabei wechseln die Weibchen das Geschlecht. Auch die primären Männchen ändern ihre Farbe und werden danach als sekundäre Männchen bezeichnet. In dieser Phase sind die Fische immer geschlechtsreife Männchen.

Die sekundären Männchen halten sich entweder einen kleinen Harem oder besetzen temporäre Fortpflanzungsplätze. Beim Laichen sind in diesen Fällen jeweils nur ein TP-Männchen und ein IP-Weibchen beteiligt. Bei den Laichakten kann es vorkommen, dass primäre Männchen sich den Laichakt erschleichen. Sie nähern sich den Paaren in der Farbe eines Weibchens und lassen beim Laichen große Mengen von Sperma ins Wasser. Dabei haben sie wegen ihrer größeren Hoden eine höhere Kapazität, die Eier zu befruchten, als die TP-Männchen. Beim Massenablaichen geben beide ihr Sperma ab.

## Systematik
Die Papageifische werden meist als eigene Familie (Scaridae) der Barschartigen (im traditionellen Sinne) geführt. Neuere Untersuchungen deuten allerdings darauf hin, dass sie als Schwestergruppe der Prachtlippfische zu den Lippfischen gerechnet werden müssen.
|  | Labrinae                                                                                    |
|  |                                                                                             |
|  | \| \| Prachtlippfische (Cheilininae) \| \| \| \| \| \| Papageifische (Scarinae) \| \| \| \| |
|  |                                                                                             |
|  | Prachtlippfische (Cheilininae)                                                              |
|  |                                                                                             |
|  | Papageifische (Scarinae)                                                                    |
|  |                                                                                             |

|  | Prachtlippfische (Cheilininae) |
|  |                                |
|  | Papageifische (Scarinae)       |
|  |                                |

|  | Labrinae                                                                                    |
|  |                                                                                             |
|  | \| \| Prachtlippfische (Cheilininae) \| \| \| \| \| \| Papageifische (Scarinae) \| \| \| \| |
|  |                                                                                             |
|  | Prachtlippfische (Cheilininae)                                                              |
|  |                                                                                             |
|  | Papageifische (Scarinae)                                                                    |
|  |                                                                                             |

|  | Prachtlippfische (Cheilininae) |
|  |                                |
|  | Papageifische (Scarinae)       |
|  |                                |

|  | Labrinae                                                                                    |
|  |                                                                                             |
|  | \| \| Prachtlippfische (Cheilininae) \| \| \| \| \| \| Papageifische (Scarinae) \| \| \| \| |
|  |                                                                                             |
|  | Prachtlippfische (Cheilininae)                                                              |
|  |                                                                                             |
|  | Papageifische (Scarinae)                                                                    |
|  |                                                                                             |

|  | Prachtlippfische (Cheilininae) |
|  |                                |
|  | Papageifische (Scarinae)       |
|  |                                |

|  | Labrinae                                                                                    |
|  |                                                                                             |
|  | \| \| Prachtlippfische (Cheilininae) \| \| \| \| \| \| Papageifische (Scarinae) \| \| \| \| |
|  |                                                                                             |
|  | Prachtlippfische (Cheilininae)                                                              |
|  |                                                                                             |
|  | Papageifische (Scarinae)                                                                    |
|  |                                                                                             |

|  | Prachtlippfische (Cheilininae) |
|  |                                |
|  | Papageifische (Scarinae)       |
|  |                                |

## Gattungen
Bei den Papageifischen gibt es zehn Gattungen mit etwa 100 Arten. Die Farbmuster der Geschlechter innerhalb einer Art sind so unterschiedlich, dass die Forscher lange Zeit von verschiedenen Arten ausgegangen waren und somit etwa um die 350 Arten irrtümlich wissenschaftlich beschrieben wurden. Innerhalb der Papageifische lassen sich zwei Kladen mit jeweils 5 Gattungen unterscheiden. Sie entsprechen den traditionellen, nach dem äußeren Erscheinungsbild unterschiedenen Unterfamilien „Sparisomatinae“ und „Scarinae“.
- „Scarinae“ (75 Arten)[6]
  - Bolbometopon Smith, 1956

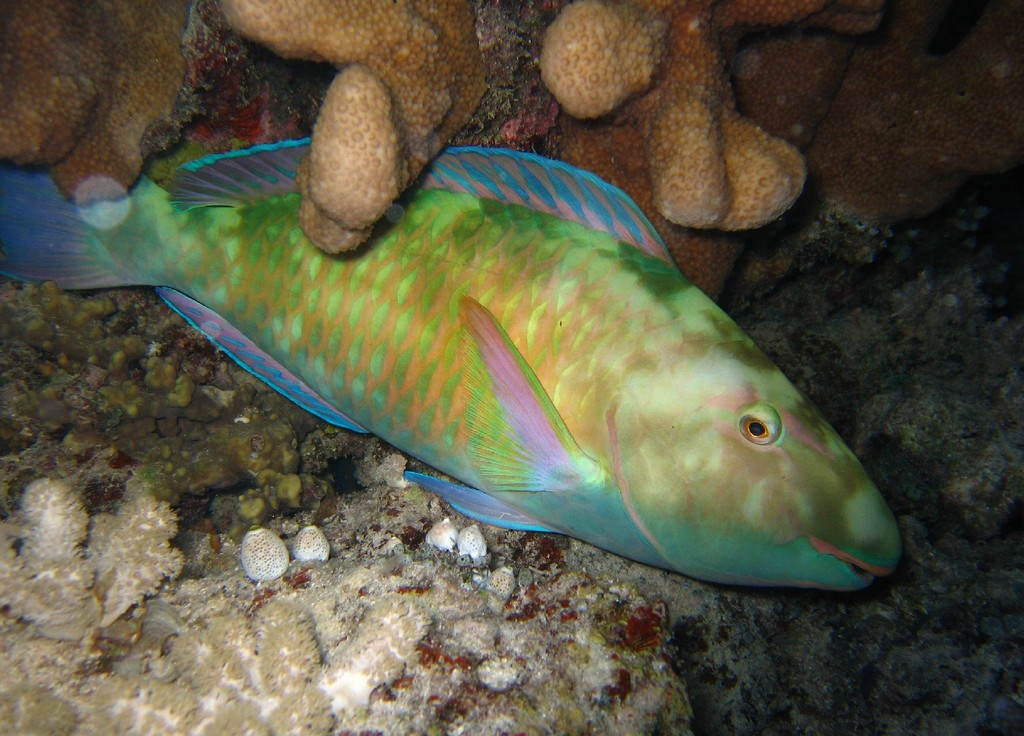
Hipposcarus longiceps

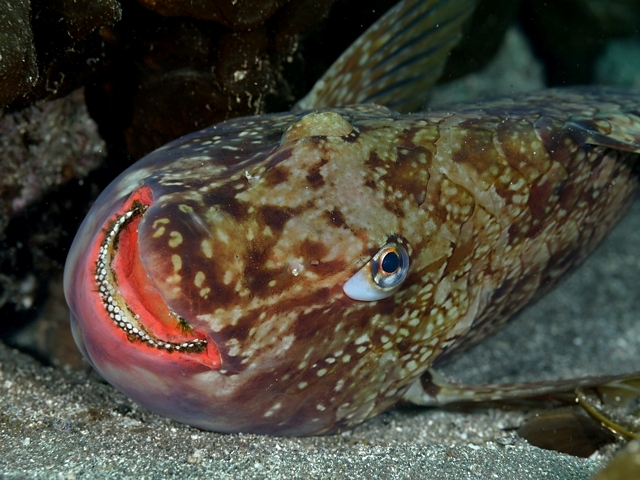
Calotomus japonicus

    - Büffelkopf-Papageifisch (Bolbometopon muricatum (Valenciennes in Cuvier & Valenciennes, 1840))

  - Cetoscarus
    - 2 Arten

  - Chlorurus
    - 18 Arten

  - Hipposcarus
    - 2 Arten

  - Scarus
    - über 50 Arten
- „Sparisomatinae“ (25 Arten)[7]
  - Calotomus
    - 5 Arten

  - Cryptotomus
    - Cryptotomus roseus Cope, 1871

  - Leptoscarus
    - Leptoscarus vaigiensis (Quoy & Gaimard, 1824)

  - Nicholsina
    - 3 Arten

  - Sparisoma
    - 15 Arten